# Твердохлебов, Арсентий Савельевич
Арсе́нтий Саве́льевич Твердохле́бов (20 января 1914, Новоселовка, Екатеринославская губерния (ныне Доманевский район Николаевской области) — 3 июля 1952, Жигулёвск) — участник Великой Отечественной войны, Герой Советского Союза.

## Биография
Родился в крестьянской семье, окончил 5 классов. В 1930 году переехал в Челябинск. Работал автогенщиком в трамвайном парке, на Челябинском тракторном заводе, милиционером. В 1936—1938 годах прошёл срочную службу в Красной Армии, участвовал в боях на озере Хасан, был награждён медалью «За отвагу».
С 29 ноября 1941 года на фронтах Великой Отечественной войны. С 1942 года член ВКП(б).
В бою под деревней Кривцово 17 марта 1943 года огнём миномёта уничтожил два вражеских станковых пулемёта, за что был награждён медалью «За боевые заслуги».
29 сентября 1943 года после 30-километрового марша, несмотря на атаки авиации противника, старшина Твердохлебов, будучи командиром миномётного расчёта 120-мм миномёта 151-го стрелкового полка 8-й стрелковой дивизии 13-й армии Центрального фронта, умело организовал переправу через Днепр в районе села Навозы Черниговского района Черниговской области, доставив на правый берег личный состав, лошадей и технику батареи. За обеспечение выполнения боевой задачи в срок был удостоен звания Героя Советского Союза. В боях за захваченный плацдарм расчёт Твердохлебова уничтожил большое количество живой силы и техники противника.
После окончания войны, в 1945 году, в звании младшего лейтенанта вышел в запас. Жил и работал в Жигулёвске.
Скончался в 1952 году. Похоронен на городском кладбище Жигулёвска, над могилой шефствует Жигулёвская воспитательная колония.

## Награды
- Герой Советского Союза — 10.10.1943;
- орден Ленина — 10.10.1943;
- орден Красной Звезды — 17.9.1943;
- медаль «За отвагу»;
- медаль «За боевые заслуги» — 6.4.1943;
- медали.